# 朝日新聞文化財団
公益財団法人朝日新聞文化財団（あさひしんぶんぶんかざいだん）は、東京都千代田区に所在する公益財団法人。

## 概要
朝日新聞文化財団は、旧民法第34条に基づく財団法人として、文部大臣の許可を得て1992年5月18日に設立されたが、公益法人制度改革に伴い、2011年4月1日に公益財団法人へ移行した。

### 事業内容
朝日新聞社からの寄附金を基本財産に、芸術活動への助成事業と朝日賞（1992年度から。それまでは朝日新聞社から直接贈呈していた）の贈呈を開始した。1998年に大阪府大阪市北区中之島にあるフェスティバルホールで行われていた大阪国際フェスティバルの運営を朝日新聞社から引き継いでいる。テレビ朝日や朝日新聞社の株式の寄贈を受けて2009年から文化財保護活動への助成事業を開始した。2015年度には、静岡県初島沖の水中文化遺産の遺構検出図作成事業、ヨルダンのウム・カイス遺跡円形劇場の修復事業など30件に計4,700万円の助成を決定し、2014年10月7日に発表した。